# Брезовац (Раковица)
Брезовац је насељено место у општини Раковица, на Кордуну, Карловачка жупанија, Република Хрватска.

## Географија
Брезовац се налази око 8 км северно од Раковице.

## Историја
Брезовац се од распада Југославије до августа 1995. године налазио у Републици Српској Крајини. До 1991. био је у саставу насељеног места Броћанац, а од 2001. је самостално насеље. До територијалне реорганизације у Хрватској налазио се у саставу бивше велике општине Слуњ.

## Становништво
Према попису становништва из 2011. године, насеље Брезовац је имало 6 становника.

### Број становника по пописима
| Националност   | 2001. | 1991. | 1981. | 1971. | 1961. | 1953. | 1948. | 1931. | 1921. | 1910. | 1900. | 1890. | 1880. | 1869. | 1857. |
| бр. становника | 13    | %     | %     | 49    | 158   | 165   | 139   | 508   | 510   | 576   | 578   | 509   | 529   | 560   | 459   |

- напомене:

Од 1910. исказивано под именом Брезовац-Коса. У 2001. настало издвајањем из насеља Броћанац. До 1948. исказивано као насеље, а од 1953. као део насеља. У 1981. и 1991. подаци садржани у насељу Броћанац.

### Национални састав
| Националност       | 2001.       |
| Хрвати             | 11 (84,61%) |
| Срби               | 0           |
| Југословени        | 0           |
| остали и непознато | 2 (15,38%)  |
| Укупно             | 13          |

- за остале пописе видети под: Броћанац.